# Shōhei Shinzato
Shōhei Shinzato (japanisch 新里 彰平 Shinzato Shōhei; * 11. Mai 1988 in Chiba) ist ein ehemaliger japanischer Fußballspieler.

## Karriere
Shinzato erlernte das Fußballspielen in der Schulmannschaft der Yachiyo High School und der Universitätsmannschaft der Tōyō-Universität. Seinen ersten Vertrag unterschrieb er 2011 bei Blaublitz Akita. Der Verein spielte in der dritthöchsten Liga des Landes, der Japan Football League. Am Ende der Saison 2013 stieg der Verein in die J3 League auf. Für den Verein absolvierte er 166 Ligaspiele. Ende 2016 beendete er seine Karriere als Fußballspieler.